# École nationale supérieure de l'art et de design de Casablanca
L’Ecole Nationale Supérieure d’Art et de Design de Casablanca est un établissement d’enseignement supérieur marocain, à vocation artistique crée en 2019, faisant partie de l'université Hassan II de Casablanca.